# Azulène
L'azulène est un hydrocarbure aromatique polycyclique de formule C10H8. C'est un isomère du naphtalène, mais avec des propriétés sensiblement différentes de ce dernier. Il se présente sous la forme de cristaux bleu foncé (le naphtalène sous la forme de cristaux blancs) qui sont utilisés en cosmétique.
On trouve certains de ces dérivés dans quelques huiles essentielles. Ainsi, l'huile bleue de camomille matricaire contient entre 9 % et 12 % de chamazulène, l'huile essentielle d'achillée millefeuille contient environ 3 % de chamazulène et l'huile essentielle de cyprès bleu (Callitris intratropica) contient environ 1 % de guaiazulène.[réf. nécessaire]